# 耶爾馬河
42°48′42″N 22°37′1″E / 42.81167°N 22.61694°E

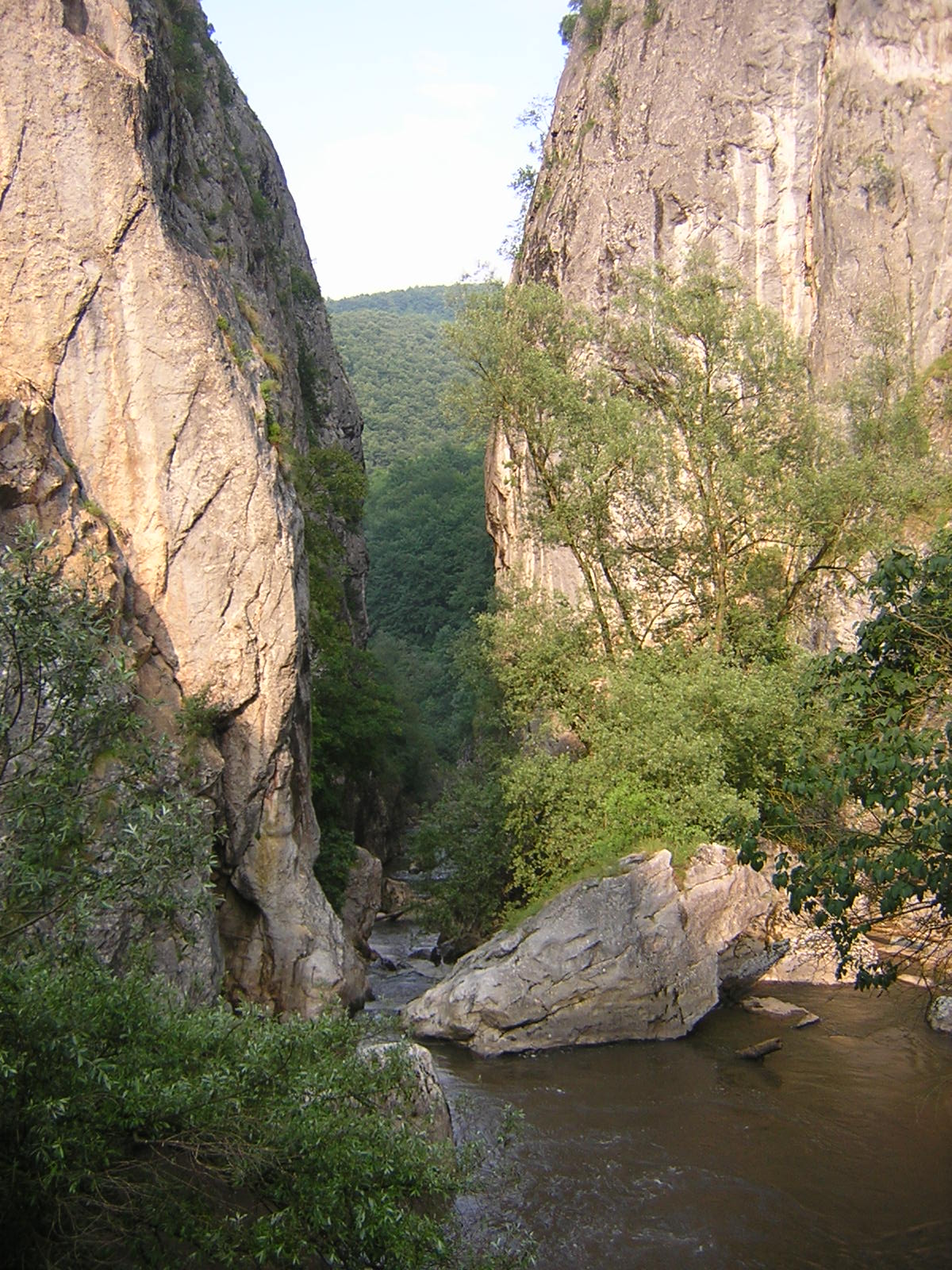

耶爾馬河（塞尔维亚语：／，羅馬化：Erma）是歐洲東南部的河流，位於塞爾維亞東南部和保加利亞西部，屬於黑海流域，河道全長74公里，發源自弗拉西納湖附近。